# Spurgia euphorbiae
Spurgia euphorbiae är en tvåvingeart som först beskrevs av Jean Nicolas Vallot 1827.  Spurgia euphorbiae ingår i släktet Spurgia och familjen gallmyggor.
Artens utbredningsområde är Frankrike. Inga underarter finns listade i Catalogue of Life.